# Antje Kapek

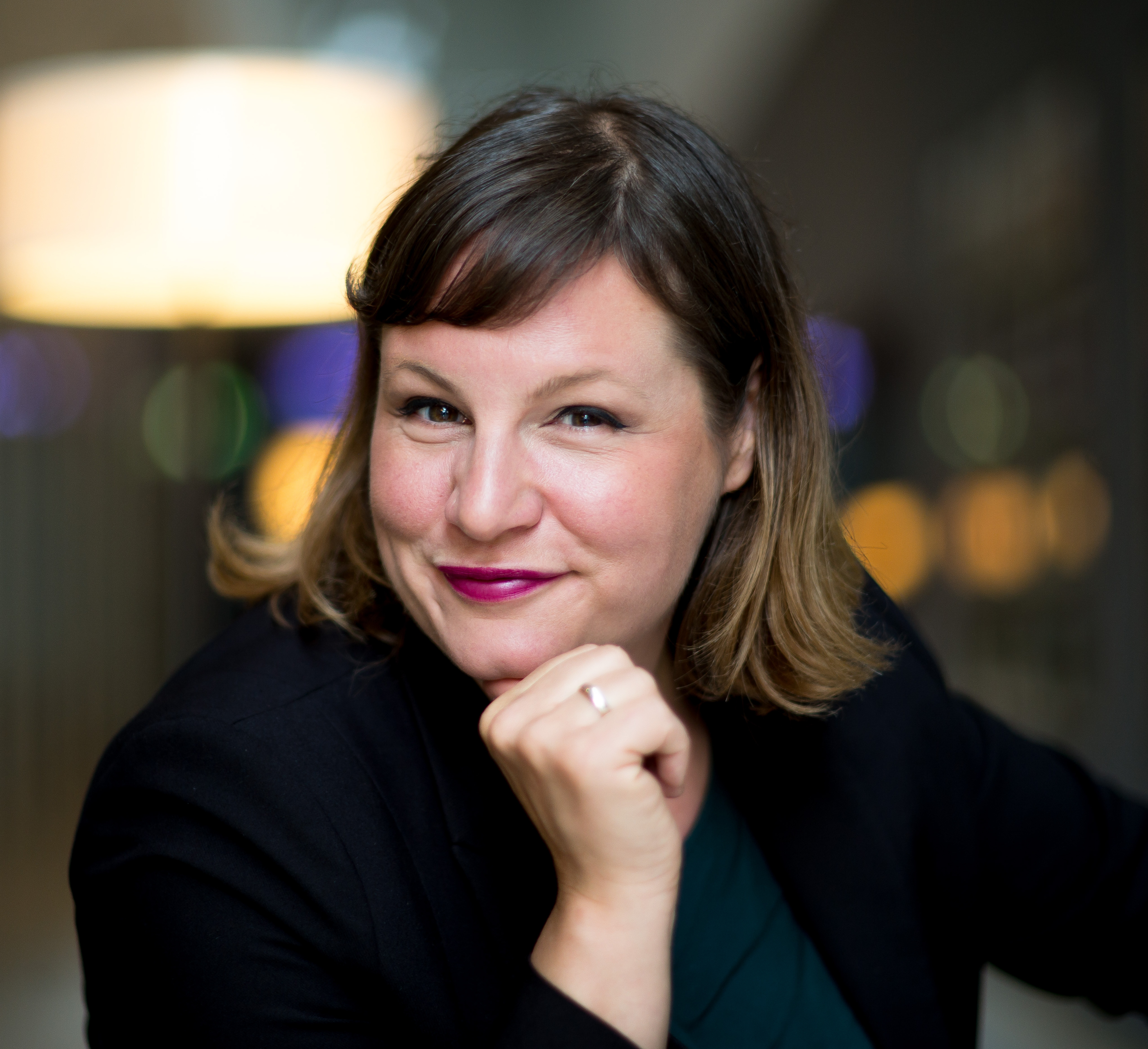
Antje Kapek (2020)

Antje Kapek (* 20. September 1976 in Berlin-Kreuzberg) ist eine deutsche Politikerin (Bündnis 90/Die Grünen). Sie ist seit 2011 Mitglied des Abgeordnetenhauses von Berlin. Von 2012 bis 2022 war sie Vorsitzende der Fraktion Bündnis 90/Die Grünen, ab 2016 gemeinsam mit Silke Gebel.
Bei der Wahl zum Abgeordnetenhaus von Berlin 2016 war sie gemeinsam mit Daniel Wesener, Bettina Jarasch und Ramona Pop Spitzenkandidatin ihrer Partei.

## Leben
Geboren und aufgewachsen ist Kapek in Berlin-Kreuzberg. Ihr Vater Frank Kapek war Mitglied des Abgeordnetenhauses. Nach dem Abitur am Robert-Blum-Gymnasium in Berlin-Schöneberg studierte sie Geographie mit den Nebenfächern Jura, Verkehrsplanung und Umweltmanagement an der Freien Universität Berlin, der Technischen Universität Berlin sowie der Humboldt-Universität zu Berlin. Anschließend studierte Kapek den Masterstudiengang „Urban and Regional Planning“ in den Niederlanden, den sie Post-Graduate abschloss. Sie war Stipendiatin der Studienstiftung des deutschen Volkes. Von 2007 bis 2011 war Kapek wissenschaftliche Mitarbeiterin beim Europaabgeordneten Michael Cramer. Kapek ist verheiratet und Mutter zweier Kinder; sie lebt mit ihrer Familie in Berlin-Kreuzberg.

## Politischer Werdegang

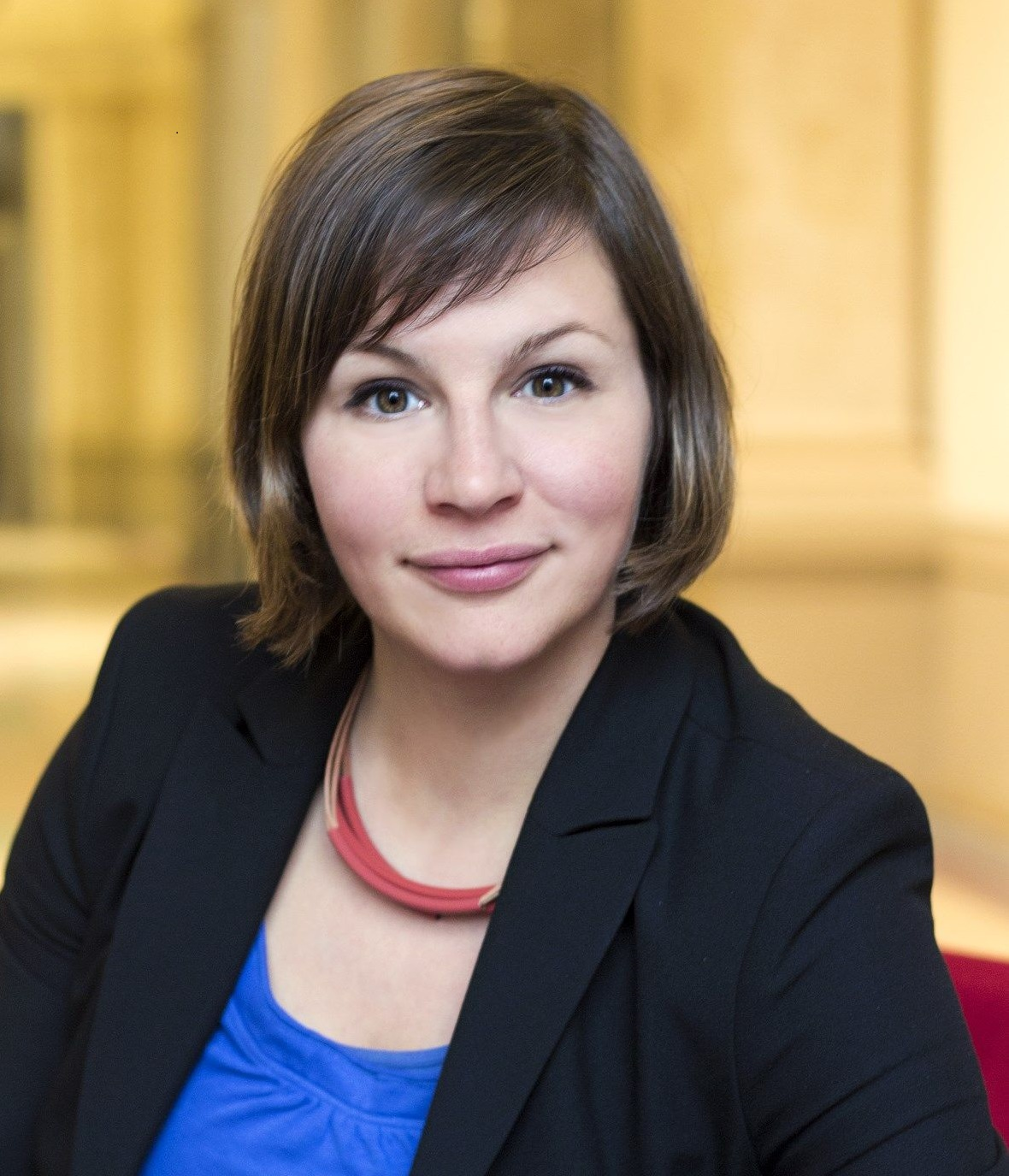
Antje Kapek (2014)

Kapek ist seit 2005 Mitglied der Partei Bündnis 90/Die Grünen. Von 2006 bis 2011 gehörte sie der Bezirksverordnetenversammlung (BVV) von Friedrichshain-Kreuzberg an. Hier war sie ab 2008 gemeinsam mit Daniel Wesener Vorsitzende der grünen Bezirksfraktion. Ihre Schwerpunkte lagen im Bereich der Stadtentwicklungs-, Umwelt- und Verkehrspolitik.
Kapek wurde bei der Wahl am 18. September 2011 in das Abgeordnetenhaus von Berlin gewählt. Sie zog über die Landesliste von Bündnis 90/Die Grünen (Platz 3) in das Landesparlament ein. In der 17. Legislaturperiode war Kapek stadtentwicklungspolitische Sprecherin und seit November 2011 stellvertretende Vorsitzende der Fraktion der Grünen im Abgeordnetenhaus. Seit dem 30. Oktober 2012 war sie zusammen mit Ramona Pop Fraktionsvorsitzende.
Im Oktober 2015 wurde Kapek gemeinsam mit Bettina Jarasch, Ramona Pop und Daniel Wesener von einem Landesparteitag als Mitglied des grünen Spitzenteams für die Abgeordnetenhauswahl am 18. September 2016 nominiert. Im April 2016 wurde sie auf Listenplatz 2 der Landesliste von Bündnis 90/Die Grünen Berlin gewählt. Sie war zudem Direktkandidatin ihrer Partei im Wahlkreis Lichtenberg 4, wo sie 10,0 % der Stimmen erhielt. Nach der Abgeordnetenhauswahl 2016 war sie als Mitglied der Hauptverhandlungsgruppe an der Aushandlung des rot-rot-grünen Koalitionsvertrags beteiligt. Im Dezember 2016 wurde sie als Fraktionsvorsitzende wiedergewählt und übte dieses Amt gemeinsam mit Silke Gebel aus.
Kapek wurde in der Sitzung des Berliner Abgeordnetenhauses am 15. November 2018 erstmals in den Rundfunkrat des Rundfunk Berlin-Brandenburg gewählt. Seitdem gehört sie diesem Gremium kontinuierlich an und wurde vom Berliner Abgeordnetenhaus am 15. Dezember 2022 für eine dritte Amtszeit entsandt. Sie setzte sich für die Aufklärung der rbb-Krise ein.
Die Berliner Grünen wählten Kapek im April 2021 auf Platz 2 ihrer Landesliste zur Abgeordnetenhauswahl 2021. Am 22. Februar 2022 teilte sie überraschend im Berliner Abgeordnetenhaus mit, sie wolle sich mit sofortiger Wirkung vom Fraktionsvorsitz zurückziehen; sie sei in Folge des Wahlkampfes, der Koalitionsverhandlungen und der COVID-19-Pandemie zu erschöpft, um ihren Pflichten in vollem Umfang nachzukommen. Ihr Mandat als Abgeordnete behielt sie weiterhin. Zu ihrem Nachfolger als Fraktionsvorsitzender wurde am 15. März 2022 Werner Graf gewählt. Bei der Wiederholungswahl 2023 konnte sie ihren Sitz im Abgeordnetenhaus verteidigen.

## Politische Positionen
Kapek gilt als Vertreterin des linken Parteiflügels bei den Grünen. Sie setzt sich für eine transparente Politik, Bürgerbeteiligung, den Erhalt von Freiräumen sowie sozialer und kultureller Vielfalt ein. Sie befürwortet beispielsweise Bürgerbegehren und setzt sich für die Integration von sozialen Mietwohnungen in Neubauprojekten ein.

### Verkehr
Mit dem Mobilitätsgesetz der Rot-Rot-Grünen Koalition soll aus Sicht von Antje Kapek eine dringend nötige Verkehrswende initiiert werden. In einem Interview bezeichnete sie es als Gesetz für die schwächsten Verkehrsteilnehmer, etwa für Kinder und Ältere.
Auf der Fraktionsklausur 2017 in Kremmen plädierte Kapek dafür ein kostenloses Schülerticket einzuführen. Dadurch sollten ihr zufolge „sehr, sehr viele Berliner Familien“ entlastet werden. Das kostenlose Schülerticket wurde 2018 vom Rot-Rot-Grünen Senat beschlossen und zum Schuljahr 2019 eingeführt.
Kapek fordert eine „neue Finanzierungssäule“ um den ÖPNV auszubauen und Lücken im Netz zu schließen. Neben einem „Bürgerticket“, das von allen Berlinern gezahlt werden würde, kommt für sie auch die Einführung einer City-Maut in Frage.

#### Verkehrswende
Sie plädiert dafür den Straßenraum in Berlin „gerechter“ zu verteilen. Durch intelligente Umbaumaßnahmen möchte sie dafür sorgen, dass „alle Berliner:innen künftig sicher, schnell und klimaneutral von A nach B kommen“. Dazu gehört für sie auch das Nutzen von Sharing-Angeboten – diese seien „Teil der Verkehrswende“.

#### Vision Zero
Kapek setzt sich für das Ziel der Vision Zero ein – eine Stadt ohne Verkehrstote. In einem Interview erklärte sie: „Die Vision Zero zu erreichen ist eine Verantwortung, die wir für die Menschen tragen“. Daher fordert sie sichere und getrennte Radwege für Fahrradfahrer und flächendeckend ein Tempolimit von 30 km/h im Straßenverkehr.

#### Verkehrssicherheit
Gemeinsam mit Benedikt Lux hat Kapek Vorschläge für mehr Verkehrssicherheit durch verstärkte Geschwindigkeitskontrollen gemacht, wie mehr Messanlagen, verstärkte Verkehrskontrollen und höhere Bußgelder. Darüber hinaus setzt sie sich für bauliche Maßnahmen zur Temporeduktion an Gefahrenstellen ein. Zudem fordert sie, dass die Berliner Politik sich Städte wie Helsinki zum Vorbild nehme und „Bremskissen, Kreuzungsumbau und flächendeckendes Tempo 30 als Standard“ einführe, um so die Verkehrssicherheit zu erhöhen.

#### Tempolimit
In zahlreichen Interviews forderte Kapek deutlich mehr Geschwindigkeitskontrollen, um Rasen im Straßenverkehr Einhalt zu gebieten. Berlin sei „Hauptstadt der Raser“. Daher plädiert sie für den vermehrten Einsatz von mobilen Blitzern und strengere Geschwindigkeitskontrollen im Berliner Verkehr. Zudem brachte Kapek höhere Strafen Geschwindigkeitsübertretungen und einen lebenslangen Führerscheinentzug für Menschen, die auf Grund von Rasen den Tod eines anderen Menschen herbeigeführt hätten ins Spiel.

### Stadtentwicklung
Kapek setzt sich für eine sozialverträgliche Stadtentwicklung ein, die den Erhalt der Berliner Mischung zur Grundlage zukünftiger Politik macht. Bürgerbeteiligung sieht sie dabei als zentrales Instrument, um die Menschen bei Veränderungen mitzunehmen und Konflikte bei der Entwicklung von Quartieren zu vermeiden.
Zudem fordert sie „stadtweit Flächen für die Grünentwicklung“ anzukaufen und mehr Ressourcen für die Pflege und den Erhalt des Stadtgrüns aufzuwenden. Grünflächen seien „systemrelevant“, was sich während der Corona-Pandemie noch deutlicher als zuvor gezeigt habe.
Im Hinblick auf die angespannte Situation des Berliner Wohnungsmarktes fordert Kapek eine Verschärfung des Mietrechts und einen Ausbau des Mieterschutzes. Wohnungspolitik sei die soziale Frage des nächsten Jahrzehntes und es müsse sichergestellt werden, dass Berlin als Stadt für alle bezahlbar bleibe.

### Tempelhofer Feld
Kapek hat sich mehrfach gegen eine Randbebauung des Tempelhofer Feldes ausgesprochen und die Ergebnisse des Volksentscheids zum Tempelhofer Feld verteidigt. Statt weitere Flächen als Bauland auszuweisen, müsse auch darüber nachgedacht werden, Grünflächen als Erholungsorte zu erhalten. Zudem brachte Kapek die Idee ins Spiel, das Tempelhofer Feld in Richtung „Central Park“ weiterzuentwickeln. Um dies auf dem Tempelhofer Feld umzusetzen, schlug sie wiederholt einen Badesee in der Mitte des Feldes vor.